# Humphrey Tonkin
Humphrey Tonkin (ur. 2 grudnia 1939 w Truro) – angielski esperantysta, filolog, językoznawca, profesor w dziedzinie literatury, znawca angielskiej literatury okresu renesansu, przewodniczący Światowej Esperanckiej Organizacji Młodzieżowej (Tutmonda Esperantista Junulara Organizo, TEJO) w latach 1969–1971 i Universala Esperanto-Asocio (UEA) w latach 1974–1980 oraz 1986-1989.

## Działalność esperancka
Humphrey Tonkin nauczył się esperanta w 1956. W 1961 został członkiem zarządu Światowej Esperanckiej Organizacji Młodzieżowej, od 1969 jej przewodniczącym. Był założycielem i pierwszym redaktorem czasopisma Kontakto (1963-1966). W latach 1969–1971 i 1974-1980 przewodniczył Universala Esperanto-Asocio, a w latach 2001–2004 był jego wiceprzewodniczącym. Pod jego kierownictwem znacznie ożywiła się działalność UEA. Tonkin między innymi na nowo opracował statut organizacji, otworzył biura UEA w Antwerpii, Budapeszcie i Nowym Jorku oraz utworzył Societo Zamenhof grupę osób wspomagających finansowo UEA.
Tonkin jest dyrektorem Centrum Badań i Dokumentacji (Centro de Esploro kaj Dokumentado, CED).
Humprey Tonkin przewodniczy komisji ds. literackich konkursów przy UEA (Komisiono pri la Belartaj Konkursoj).
Do 1984 pełnił funkcję głównego redaktora specjalistycznego czasopisma Lingvaj Problemoj kaj Lingvoplanado.
W trakcie Wirtualnego Kongresu Esperanto Tonkin otrzymał tytuł Honorowego Przewodniczącego UEA.

## Działalność naukowa i tłumaczenia
Humphrey Tonkin jest autorem wielu prac z zakresu literatury, językoznawstwa i polityki językowej. Tłumaczył na esperanto m.in. dramaty Williama Shakespearea La vivo de Henriko Kvina (2003), La vintra fabelo (2006). Jest również tłumaczem z esperanta na język angielski (m.in. La danĝera lingvo Ulricha Linsa).